# هانسر گارسیا
هانسر گارسیا (به انگلیسی: Hanser García) (زادهٔ ۱۰ اکتبر ۱۹۸۸) شناگر اهل کوبا است.